# كوري أسبيري
كوري أسبيري (بالإنجليزية: Cory Asbury)‏ هو موسيقي وكاتب أغاني أمريكي، ولد في 15 أكتوبر 1985 في كارولاينا الشمالية في الولايات المتحدة.

## وصلات خارجية
- الموقع الرسمي
- كوري أسبيري على موقع ميوزك برينز (الإنجليزية)
- كوري أسبيري على موقع أول ميوزيك (الإنجليزية)
- كوري أسبيري على موقع ديسكوغز (الإنجليزية)